# Spannmålsmagasinet i Sikhall
Spannmålsmagasinet i Sikhall är ett magasin i Gestads socken i Vänersborgs kommun. Byggnaden, som uppfördes år 1874, är byggnadsminne sedan den 16 november 1987.

## Historia
Under 1800-talet expanderade det dalsländska jordbruket mycket kraftigt. Åkerarealen fyrdubblades; i Sundals härad till och med åttadubblades den. Det som stimulerade denna omfattande nyodling var att havren hade högt saluvärde och kunde exporteras, framför allt till England. Högkonjunkturen tog dock slut omkring år 1880, då den ensidiga och intensiva havreodlingen utan gödsel utarmade åkermarken och skördarna minskade drastiskt, med fattigdom och massutvandring som följd.
Sädesmagasinet i Sikhall vid Vänerns strand är uppfört 1874 av tegel från Sikhalls tegelbruk. Fasaderna är grovt putsade och vitfärgade, taket är tegeltäckt. Hit levererade bönderna sina havreskördar till uppköpare, som sedan fraktade säden sjöledes till Göteborg. Magasinet uppfördes av handlanden Johannes Larsson, som 1866 överlät gården Sikhall med tegelbruk och hamn till sonen. Det kom under första och andra världskrigen att användas för beredskapslagring.

## Beskrivning
Spannmålsmagasinet i Sikhall är en putsad tegelbyggnad i två våningar och står på en hög sockel av natursten murad direkt på en bergknalle, som skjuter ut i sjön mot söder. Fasaden är ofärgad, förutom fönsteromfattningarna, som är vita med helt slät puts. Fönstren har nio små rutor och bågar av trä, innanför fönstren finns järngaller. Byggnaden är cirka 22 x 9 meter.
Interiört består magasinet av två våningar samt vind. Varje våningsplan består av helt öppna rum, med undantag för den invändiga stommen av stolpverk, som bär upp bjälklagen. Golven är släta trägolv och vid norra gaveln finns en bred trappa med låga steg, vilket underlättar bärandet av spannmålssäckar. Bottenvåningen används som hembygdsmuseum och hyrs ut som festlokal och en del lös inredning har tillkommit för denna verksamhet. I övervåningen står hitflyttade kyrkbänkar längs väggarna.